# Nassington
Nassington är en ort och civil parish i Storbritannien.   Den ligger i grevskapet Northamptonshire och riksdelen England, i den sydöstra delen av landet, 120 km norr om huvudstaden London. Nassington ligger 35 meter över havet och antalet invånare är 670.
Terrängen runt Nassington är platt. Runt Nassington är det tätbefolkat, med 319 invånare per kvadratkilometer. Närmaste större samhälle är Peterborough, 12,8 km öster om Nassington. Trakten runt Nassington består till största delen av jordbruksmark.